# Mariä-Geburt-Kirche (Kerpen)

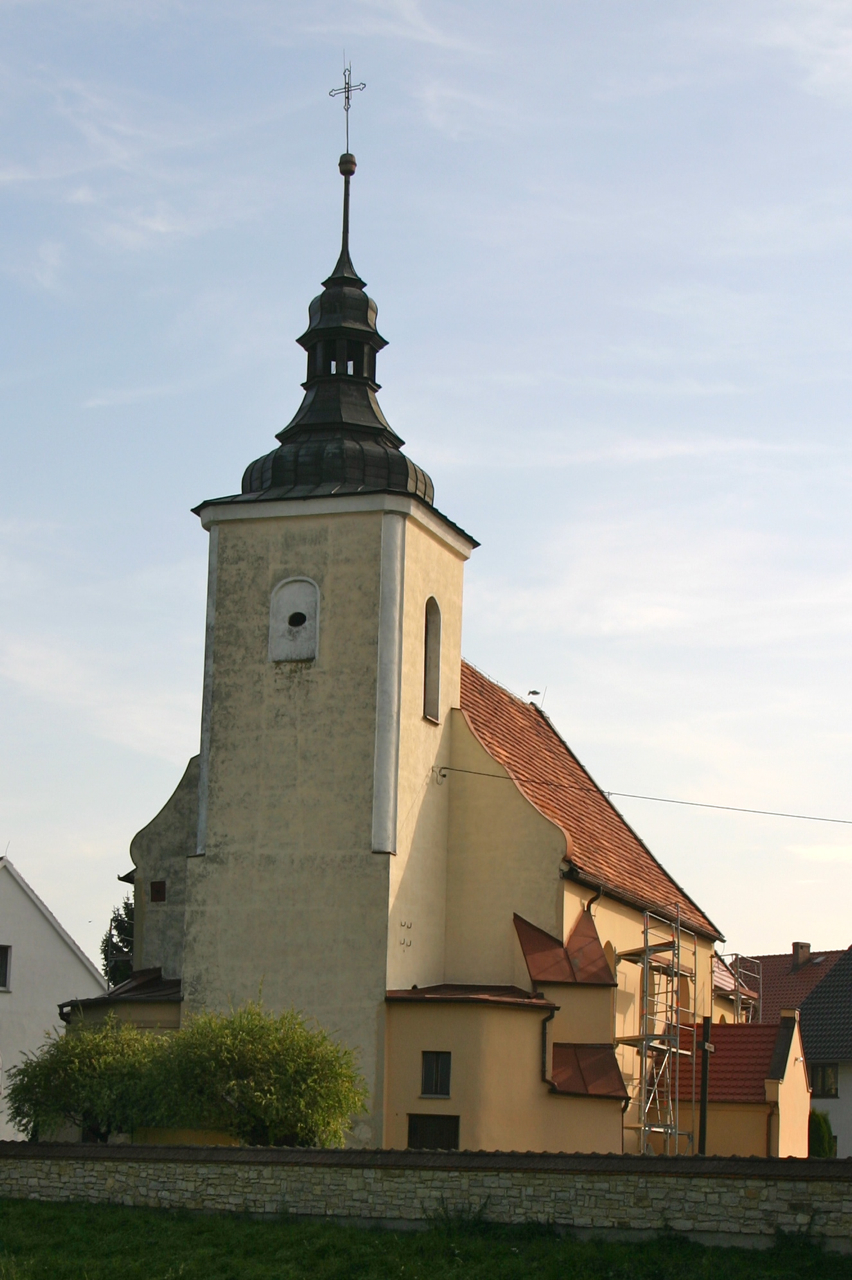
Mariä-Geburt-Kirche Westseite mit Glockenturm

Die Mariä-Geburt-Kirche  (polnisch Kościół Narodzenia Najświętszej Maryi Panny) ist eine römisch-katholische Kirche in der schlesischen Ortschaft Kerpen (Kierpień) in der Woiwodschaft Opole. Die Kirche ist die Hauptkirche der Pfarrei Mariä Geburt (Parafia Narodzenia Najświętszej Maryi Panny) in Kerpen.

## Geschichte
Eine Kirche wurde erstmals 1355 in Kerpen erwähnt. Dieser erwähnte Kirchenbau entstand voraussichtlich bereits in der Mitte des 13. Jahrhunderts. Im Chor der heutigen Kirche befindet sich eine Inschrift mit dem Datum 1274. 1660 wurde der Kirchenbau nach Westen erweitert. 1792 erhielt die Kirche an der Westseite einen Glockenturm und wurde im Stil des Barocks umgebaut. 1810 und 1910 erfolgten größere Sanierungsarbeiten am Kirchenbau. 1888 wurde die eigenständige Pfarrei Kerpen gegründet. 
Die Kirche steht seit 1959 unter Denkmalschutz.

## Architektur und Ausstattung

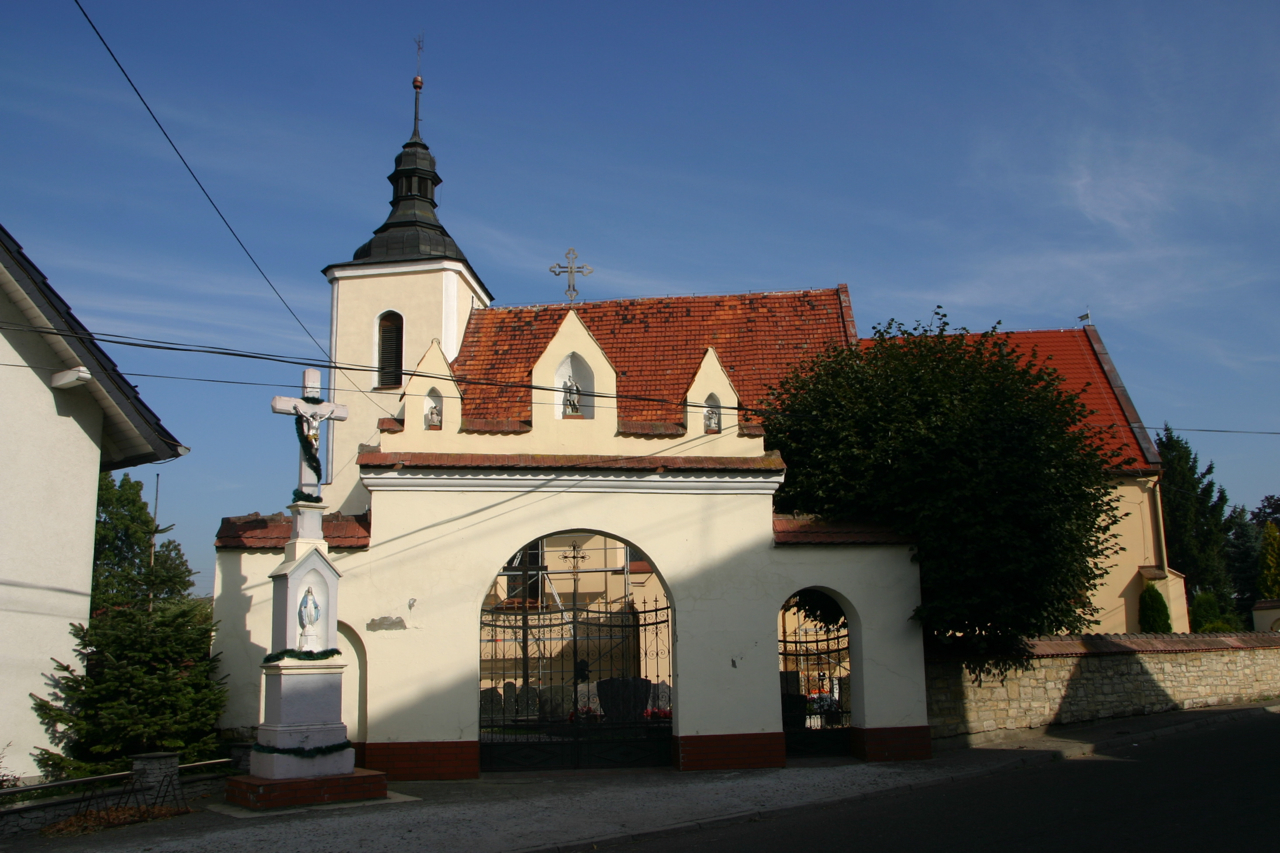
Südseite mit Portal

Die Kirche besitzt einen quadratischen Chor, welcher aus dem 13. Jahrhundert stammt und im frühgotischen Stil erbaut wurde. Angrenzend an den Chor liegt die Sakristei. Das rechteckige Langhaus stammt aus der Bauphase von 1660. An dessen Westseite schließt der Glockenturm an. Dieser besitzt abgerundete Ecken, einen geschweiften Westgiebel und eine kugelförmige Kuppel mit einer Laterne aus Kupferblech. Im Inneren befindet sich ein hölzerner Musikchor aus dem Anfang des 19. Jahrhunderts. Eine Barockskulptur Jesus Christus und ein Kruzifix stammen aus dem 17. Jahrhundert.
Die Kirche ist umgeben von einer steinernen Mauer. Im Süden der Kirche befindet sich ein großes Portal.